# Aşk-ı Memnu (série télévisée, 2008)
Pour les articles homonymes, voir Aşk-ı Memnu (homonymie).

Aşk-ı Memnu, que l'on pourrait traduire par « L'Amour interdit » en français, est une série télévisée turque diffusée du 4 septembre 2008 au 24 juin 2010 sur la chaîne de télévision Kanal D.
Elle est l'adaptation du roman homonyme de l'écrivain ottoman Halid Ziya Uşaklıgil, paru en 1900. La série comporte deux saisons pour un total de 79 épisodes.

## Synopsis
Adnan vit dans un manoir avec ses deux enfants, Nihal et Bülent, ainsi que leur professeur de piano française surnommée "Mademoiselle". Adnan épouse une jeune femme nommée Bihter.
Quelques mois après le mariage, Bihter le trompera avec Behlul, le neveu lointain d'Adnan qui vit chez lui depuis la mort de ses parents et qui le considère comme son oncle. Tout autant que Nihal est amoureuse de Behlul...

## Distribution
- Beren Saat : Bihter Yöreoğlu Ziyagil
- Kıvanç Tatlıtuğ : Behlül Haznedar
- Nebahat Çehre : Firdevs Yöreoğlu
- Selçuk Yöntem : Adnan Ziyagil
- Zerrin Tekindor : Deniz DeCourton
- Hazal Kaya : Nihal Ziyagil
- Batuhan Karacakaya : Bülent Ziyagil
- Eda Özerkan : Elif Bender
- Nur Fettahoğlu : Peyker Yöreoğlu Önal
- İlker Kızmaz : Nihat Önal
- Baran Akbulut : Beşir Elçi
- Pelin Ermiş : Cemile
- Fatma Karanfil : Şayeste
- Rana Cabbar : Süleyman Efendi
- Zerrin Nişancı :  Aynur Önal
- Recep Aktuğ : Hilmi Önal
- Gülizar Irmak : Sevil
- Gülsen Tuncer : Arsen Ziyagil
- Evren Duyal : Nesrin
- Ufuk Kaplan : Kathia
- Münir Akça : Melih Yöreoğlu

## Versions
- Pasión prohibida produit par Telemundo avec Mónica Spear, Jencarlos Canela, Rebecca Jones, Roberto Vander, Mercedes Molto et Carmen Aub.